# Tom Zoontjes
Tom Zoontjes (Castricum, 30 maart 1985) is een Nederlands voormalig profvoetballer die als verdediger speelde.

## Loopbaan
Hij begon zijn voetbalcarrière bij Vitesse '22 en ging naar de jeugd van AZ. Omdat de concurrentie daar erg sterk was, speelde hij slechts 1 wedstrijd voor de Alkmaarders. Hij vertrok op huurbasis naar Rotterdam en ging spelen in het shirt van Sparta Rotterdam. Na het eerste seizoen, waarin hij 16 maal in actie kwam, maakte Zoontjes op huurbasis  de overstap naar Stormvogels Telstar. In 2007 ging hij definitief naar Velsen. Daar speelde hij 26 wedstrijden. In mei 2009 werd bekend dat Zoontjes zijn loopbaan zal gaan voortzetten bij zaterdaghoofdklasser FC Lisse. Met die club kwam hij vanaf 2010 uit in de Topklasse. Medio 2017 stopte hij bij Lisse.

## Clubstatistieken
| Seizoen                  | Club                       | Duels | Goals | Competitie         |
| ------------------------ | -------------------------- | ----- | ----- | ------------------ |
| 2003/04                  | AZ Alkmaar                 | 0     | 0     | Eredivisie         |
| 2004/05                  | AZ Alkmaar                 | 1     | 0     | Eredivisie         |
| 2005/06                  | Sparta Rotterdam (huur)    | 16    | 0     | Eredivisie         |
| 2006/07                  | Stormvogels Telstar (huur) | 13    | 0     | Jupiler League     |
| 2007/08                  | Stormvogels Telstar        | 13    | 0     | Jupiler League     |
| 2008/09                  | Telstar                    | 14    | 0     | Jupiler League     |
| 2010/11                  | FC Lisse                   | 2     | 2     | Topklasse zaterdag |
| 2011/12                  | FC Lisse                   | 2     | 2     | Topklasse zaterdag |
| Totaal                   | Totaal                     | 61    | 4     |                    |
| Bijgewerkt op 3 mei 2012 |                            |       |       |                    |